# 布蘭登堡的伊莉莎白·索菲
布蘭登堡的伊莉莎白·索菲（德語：Elisabeth Sophie von Brandenburg，1674年4月5日—1748年11月22日），布蘭登堡選侯腓特烈·威廉的女兒，曾先後成為庫爾蘭公爵夫人、布蘭登堡-拜律特藩侯夫人、薩克森-邁寧根公爵夫人。

## 家庭
1691年，伊莉莎白·索菲與庫爾蘭公爵腓特烈·卡西米爾·克特勒結婚，兩人共有兩個兒子：
1. 腓特烈·威廉（1692年—1711年），早逝
2. 利奧波德·卡爾（1693年—1697年），夭折

腓特烈·卡西米爾於1698年去世。1703年，伊莉莎白·索菲與布蘭登堡-拜律特藩侯克里斯蒂安·恩斯特結婚，兩人沒有子女。
克里斯蒂安·恩斯特於1712年去世。1714年，伊莉莎白·索菲與薩克森-邁寧根公爵恩斯特·路德維希一世結婚，兩人沒有子女。